# オレが監督だ! 〜激闘ペナントレース〜
オレが監督だ！〜激闘ペナントレース〜は、株式会社エニックス（現スクウェア・エニックス）が発売したプロ野球球団の監督を体験するシミュレーションゲーム ソフト。2000年11月22日に第1作が、2002年3月7日に、続編となる「オレが監督だ！Volume.2～激闘ペナントレース」がともにPlayStation 2で発売された。開発は株式会社タムソフト。

## 概要
プロ野球チームの監督としてペナントレースの優勝を目指す。監督は、試合の采配だけでなく、練習の指示やドラフト会議などでチームの強化を行う。また、マスコミの対応もし、受け答え次第ではチームの士気に影響する。

## 関連書籍
- オレが監督だ! 〜激闘ペナントレース〜 公式攻略ガイド、講談社、2000年、ISBN 4-06-339376-3